# Тебеняк
Тебеня́к (рос. Тебеняк) — присілок у складі Білозерського району Курганської області, Росія. Входить до складу Першинської сільської ради.
Населення — 83 особи (2010, 115 у 2002).